# Merit
Merit is een sigarettenmerk van de Altria Group (voorheen Philip Morris), een van de grote tabaksproducenten. Vooral in de landen rond de Middellandse Zee is Merit gekend. Altria Group maakt niet alleen Merit sigaretten, het assortiment bevat onder andere het bekende Marlboro, Philip Morris, Murrati, L&M, Chesterfield en Parliament. In België en Luxemburg is sinds 1 januari 2013 de verdeling van Merit gestopt.
Merit was jarenlang een groot sponsor binnen de zeilsport en deelnemer aan zeilraces met een eigen team.